# Tony Craig
Pour les articles homonymes, voir Craig.
Tony Andrew Craig (né le 20 avril 1985 à Greenwich, dans le Grand Londres) est un footballeur anglais. Il joue depuis 2018 au poste de défenseur pour le club de Crawley Town.

## Carrière en club
Arrière gauche pouvant aussi évoluer en défense centrale, Tony Craig commence sa carrière professionnelle en 2002 au club de Millwall avant d'être transféré à Crystal Palace en 2007. Mais, en raison d'une blessure à l'épaule, il ne parvient pas à s'imposer dans l'équipe et retourne à Millwall le 27 mars 2008 dans le cadre d'un prêt d'un mois, prêt prolongé d'une semaine le 24 avril pour permettre au joueur de terminer la saison avec Millwall. À l'intersaison, il est définitivement transféré chez les Lions.
Mais il perd sa place de titulaire lors de la saison 2011-2012 et se voit contraint d'accepter un prêt d'un mois à Leyton Orient entre novembre et décembre 2011.
Le 13 juillet 2012 il rejoint Brentford.
Le 4 juillet 2015, il rejoint Millwall.
Le 31 janvier 2018, il rejoint Bristol Rovers.
Le 1er août 2020, il rejoint Crawley Town.